# عشرب جميل
عشرب جميل (الاسم العلمي:Exacum speciosum) هو نوع من النباتات يتبع جنس العشرب من الفصيلة الجنطيانية.